# Saint-Gildas
Saint-Gildas (bretonisch:  Sant-Weltaz) ist eine französische Gemeinde mit 242 Einwohnern (Stand: 1. Januar 2022) im Département Côtes-d’Armor in der Region Bretagne; sie gehört zum Arrondissement Saint-Brieuc und ist Teil des Kantons Plélo. Die Einwohner der Gemeinde werden Gildasiens genannt.

## Geographie
Umgeben wird Saint-Gildas von der Nachbargemeinde Boqueho im Norden, von Plaine-Haute im Osten, von Quintin im Südosten und von Le Vieux-Bourg im Süden.

## Bevölkerungsentwicklung
| 1962 | 1968 | 1975 | 1982 | 1990 | 1999 | 2008 | 2012 |
| 435  | 409  | 351  | 330  | 277  | 257  | 280  | 299  |

## Sehenswürdigkeiten
- die gleichnamige Abteikirche St-Gildas (CC)
- mehrere Menhire und Dolmen im Umkreis der Gemeinde

Siehe auch: Liste der Monuments historiques in Saint-Gildas